# Yaginumaella bhutanica
Yaginumaella bhutanica är en spindelart som beskrevs av Zabka 1981. Yaginumaella bhutanica ingår i släktet Yaginumaella och familjen hoppspindlar. Inga underarter finns listade i Catalogue of Life.